# Gens de la Lune (groupe)
Pour les articles homonymes, voir Gens de la Lune (homonymie).
Gens de la Lune est un groupe français de rock progressif créé en 2005 par Francis Décamps, ancien claviériste du groupe Ange (de 1970 à 1995) qu'il avait fondé avec son frère Christian.

« Celui qui fut l’étrange metteur en son des ambiances médiévales et symphoniques d’Ange revient aux sources de ce rock inventif que l’on qualifiait dans les années 1970 de “progressif”. Gens de la lune vous emporte dans un conte rempli de magie, de voyage et de sorcellerie. »

Après quatre albums et des dizaines de concerts, le groupe se sépare en 2022 après deux concerts d'adieux.

## Historique
À partir de 2005, Francis Décamps  travaille étroitement avec l'artiste belfortain Jean-Philippe Suzan, par son père d'origine guadeloupéenne, compose puis produit la totalité de son premier album Couleur métis et l'aide à monter son groupe. Leur entente musicale parfaite les décide de partir dans une nouvelle aventure commune qu'ils baptisent Gens de la Lune, jeu de mots avec la célèbre comptine enfantine Jean de la Lune.

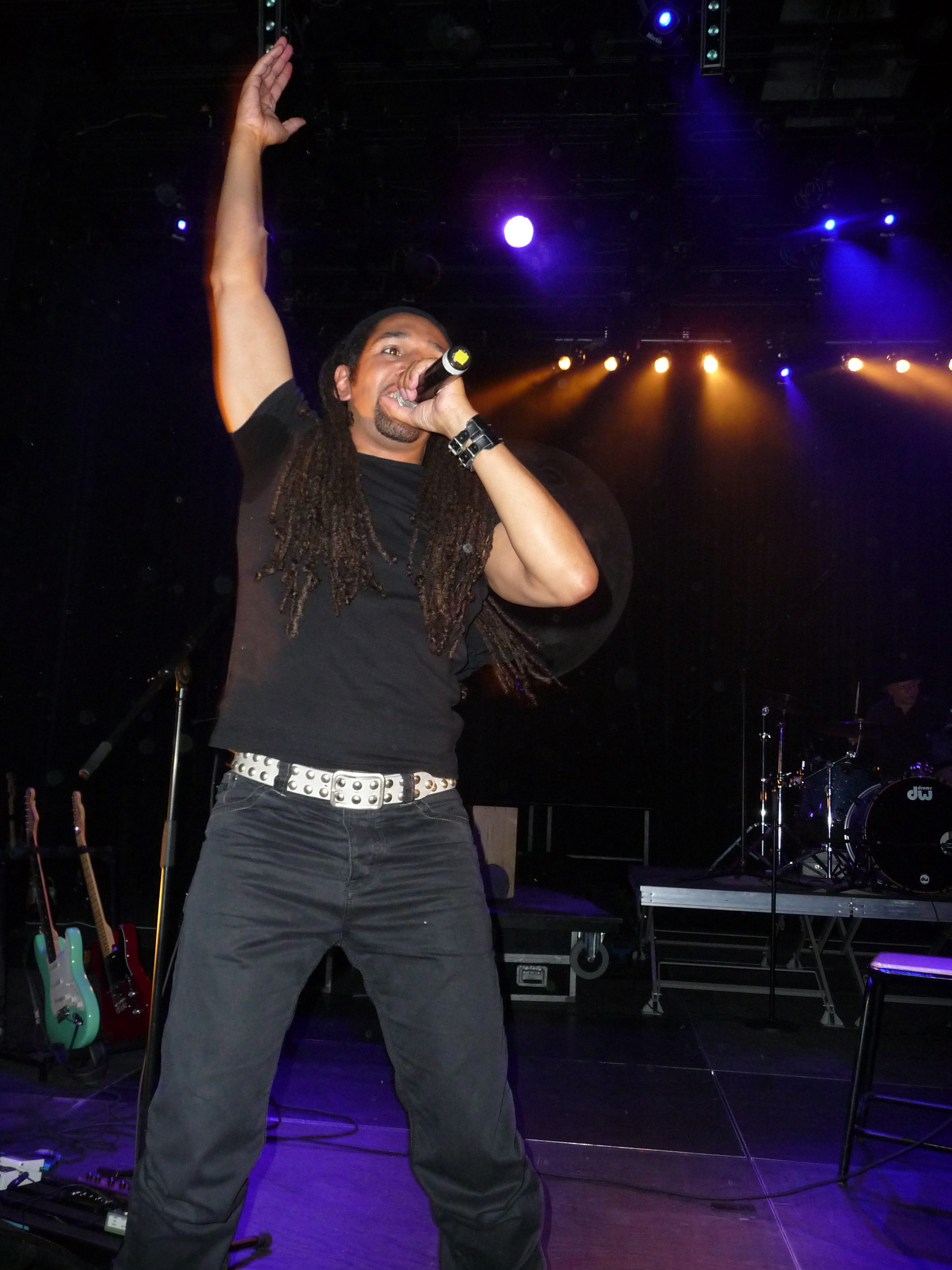
Jean-Philippe Suzan le 16 mai 2009 à Éloyes

Le groupe ainsi créé est constitué de Francis Décamps aux claviers, à l'accordéon et à la guitare acoustique ; Jean Philippe Suzan au chant et aux percussions ; Olivier Filsjean aux guitares (remplacé fin 2005 par Patrick Grosjean) ; Éric Murat dit « Gros Lapin» à la basse et Gérard Jelsch à la batterie, lequel fut le premier batteur du groupe Ange entre 1970 et 1974, puis de 1994 à 1995.
Les Gens de la Lune trouvent définitivement leurs marques au début de 2009 avec Damien Chopard, surnommé le « Haut-Doubs Child », à la guitare (qui, à la fin de 2006, a remplacé Patrick Grosjean, emporté par un cancer un mois après le premier concert du groupe), le multi-instrumentiste James Kaas à la basse (qui a remplacé Éric Murat en 2007) et l'Alsacien Bernard Reichstadt à la batterie (qui a remplacé Gérard Jelsch en 2008).
Une véritable osmose entre les cinq compères s'installe, laquelle se fait fortement ressentir en concert :

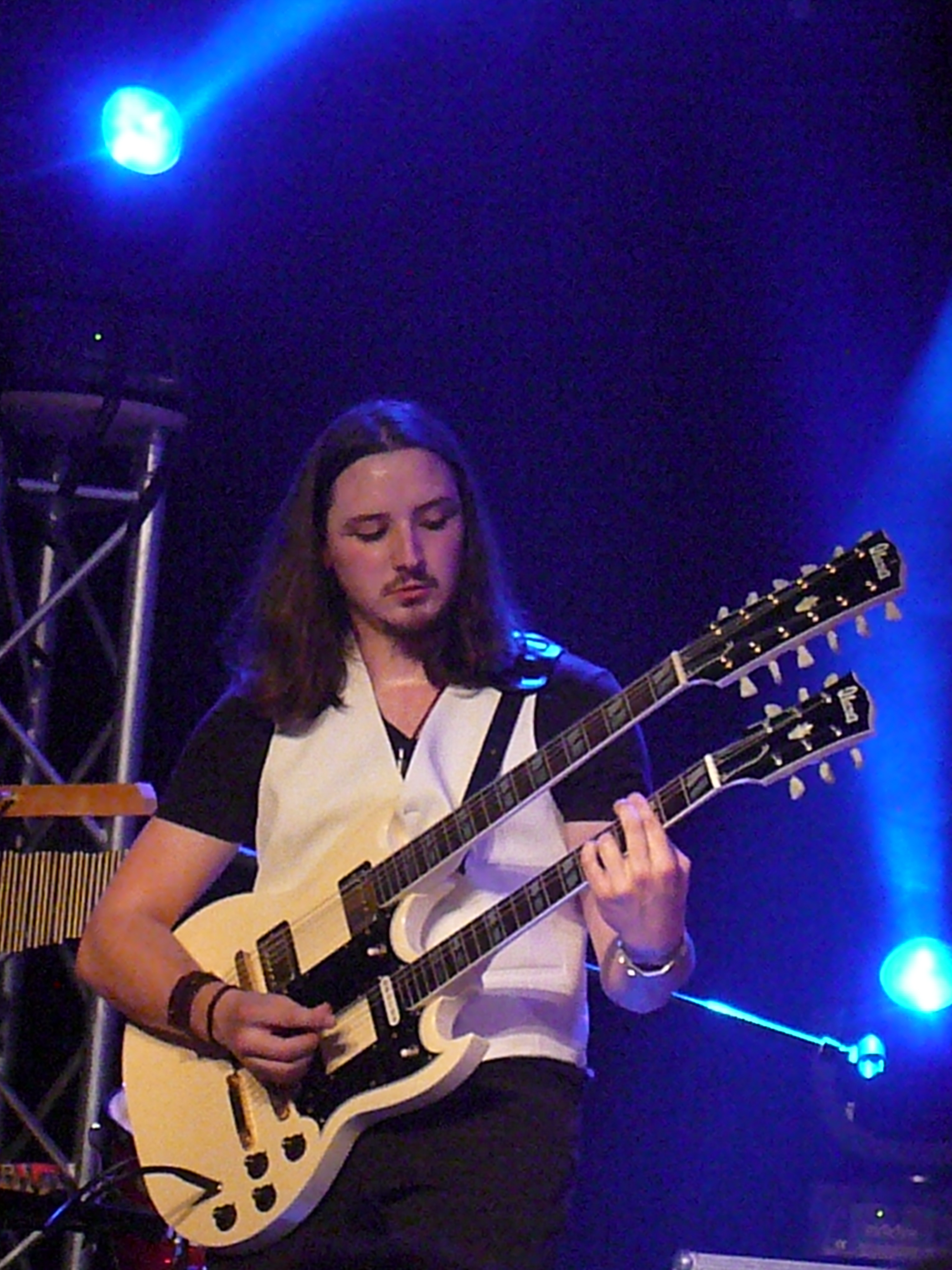
Damien Chopard le 25 juin 2011 à Mexy

« La scène est le terrain de jeu favori du groupe. Là, Gens de la Lune entraîne son public dans un voyage musical qui ne laisse personne indifférent. Il a déjà marqué de nombreuses scènes de France, d’Allemagne, de Belgique, Luxembourg, Italie, Suisse, Norvège et même Guyane. Son énergie est communicative : on écoute, on chante, on danse, on saute… on aime ! Après un live, il n’est pas rare de voir les cinq Luniens se mêler aux habitants de la Terre. Juste pour prolonger dans l’échange la virée astrale. »

### Gens de la Lune(2009)
Au cours de l'année 2009, le groupe ainsi constitué sort alors son premier album homonyme avec un hommage à leur défunt guitariste : la mention « À toi Patrick » apparaît sur un fond lunaire en dernière page du livret.
« L'album débute par une allocution de Jean-Philippe Suzan expliquant le pourquoi du comment des Gens de la Lune, tiré d'une légende franc-comtoise. Cet album peut être qualifié d'album concept. La première chanson s'inspire ouvertement de la musique celtique. » Puis, au fur à mesure des titres, une tonalité plus rock se dégage, évoquant des sonorités proches du groupe Ange. « Les échantillons de mellotron sont de retour et sont utilisés sur la plupart des pistes. »
C'est un album de rock ambitieux et hors du temps, entre légendes, inspirations celtiques et médiévales, qui se présente comme un conte musical et symphonique,.

### Alors joue!(2011)

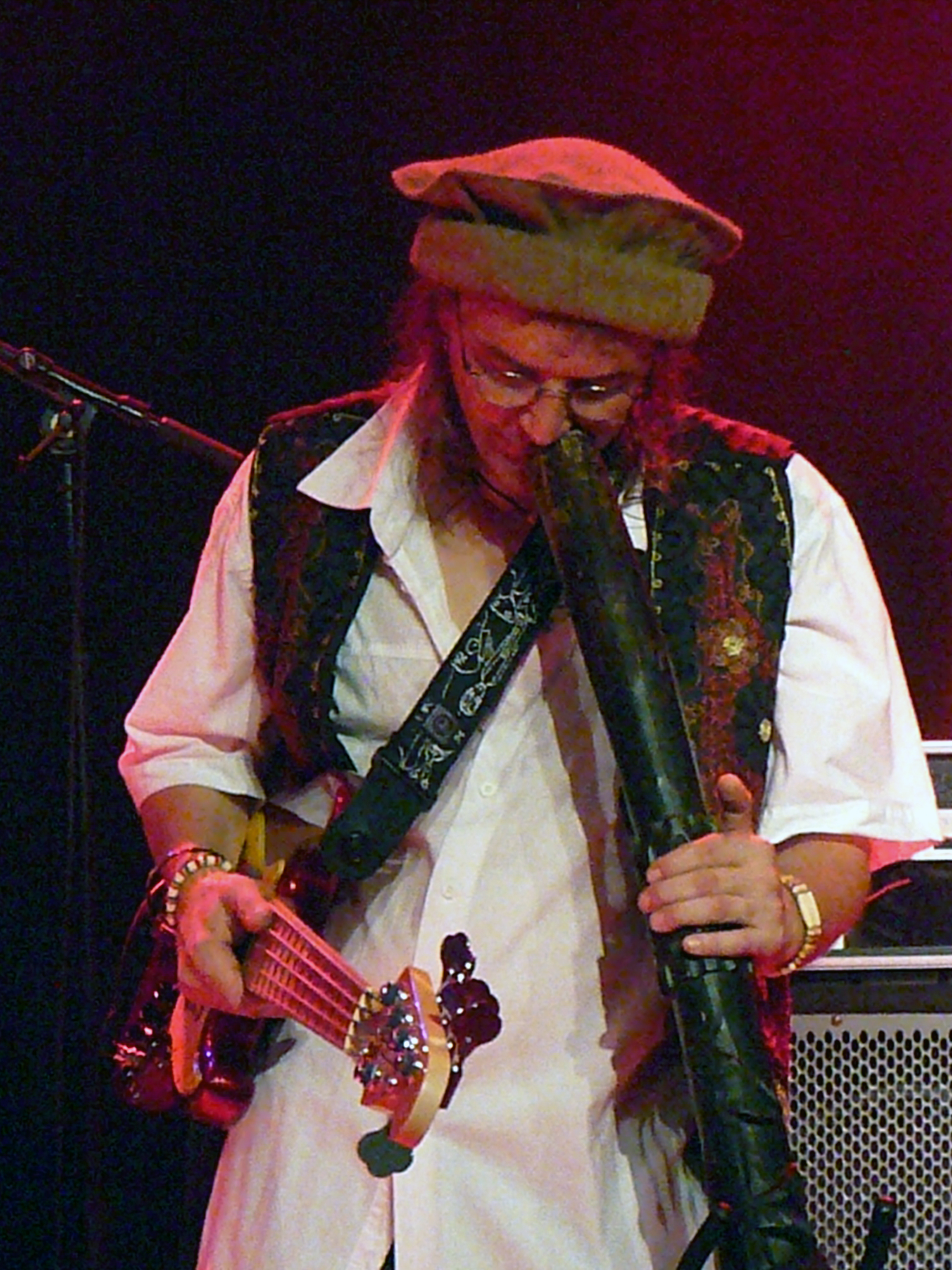
Le bassiste Farid Boubrit au didjeridoo le 25 juin 2011 à Mexy.

En 2011, le groupe sort son deuxième album Alors joue ! sur lequel Farid Boubrit (qui, sur scène, joue aussi du didgeridoo et des percussions) a remplacé James Kaas à la basse et le jeune Cédric Kick Mells (ancien membre des groupes de métal Inside Project et Phenix, alors âgé de 25 ans) a remplacé Bernard Reichstadt à la batterie. Francis Décamps en a composé toutes les musiques et écrit les paroles de trois chansons. Les autres paroles sont écrites par le chanteur Jean-Philippe Suzan.
On retrouve sur cet album, les longueurs caractéristique de la musique progressive. Sur les huit titres, enregistrés la moitié dépasse les sept minutes et deux de près de six minutes : la chanson finale, Le meilleur pour la fin, dure près de douze minutes. Seules deux courtes chansons de quatre minutes figurent sur le disque, chaque titre représente les huit régions de la Lune dans lesquelles les personnages vivent
Pour l'écrivain et critique musicale, Frédéric Delage, cet album évoque l'ancien groupe de Francis Décamps : « Au-delà de l’histoire foldingue qu’il est censé conter, l’album ravive d’évidence quelques souvenirs du vieil Ange, celui du Nain de Stanislas et autres Fils de Mandrin. Finalement, les amateurs de l’Ange des années 1970, de sa force mélodique naïve et pénétrante, de sa folie un brin grandiloquente, devraient vraiment se retrouver dans ce disque attachant et joliment fidèle à l’angélique légende ».
Le journaliste et chroniqueur de Music in Belgium Philippe Thirionnet considère les textes « énergiques et inspirés, à la fois astrologiques et astronomiques » et que les « notes de musique, nous bercent dans un rock progressif pêchu qui n’a rien à envier au pendant anglo-saxon ». Il y trouve également des similitudes avec Ange, Hubert Félix,Thiéfaine, Genesis ou Pendragon.

### Épitaphe (2014)
En 2013, Farid Boubrit quitte à son tour le groupe à la suite de la mort de son épouse et est remplacé par Mathieu Desbarats, un jeune bassiste, né en 1993.
En 2014, le groupe sort avec cette formation son troisième album (en double CD) : l'opéra-rock Épitaphe, en hommage au poète belfortain Léon Deubel, le dernier des poètes maudits. L'œuvre a auparavant été créée en concert les 21 et 22 décembre 2013 au théâtre de Granit à Belfort dans le cadre de l'année Deubel : le groupe y est alors accompagné par l’ensemble de cordes et de percussions du conservatoire départemental et des musiciens de l’orchestre Balada dirigés par Victor Huminic.
En 2016, l'intégrale de l'opéra-rock Épitaphe est joué en public le 10 janvier au Théâtre du Peuple de Belfort. Le spectacle est capté en vidéo et un DVD en public verra le jour sous le nom Épitaphe Live.

### Pentacle de Lune (2021)
En 2020, le groupe reprend le chemin du studio pour l'enregistrement d'un quatrième et album Pentacle de Lune, annoncé comme « l'ultime révérence des Gens de la Lune aux Terriens ». En raison de la crise sanitaire liée à la Covid-19, la sortie, prévue fin 2020, est repoussée à fin avril 2021. Ce « dernier voyage poétique et musical » est suivi d'une tournée d'adieux.
Cet album concept part d'une idée du bassiste Mathieu Desbarat : l’histoire d’un personnage un peu naïf, incarné par Jean-Philippe Suzan, qui, croyant avoir trouvé le moyen de résoudre les problèmes de la société, part à l’aventure afin de convaincre la population de le rejoindre vers une vie meilleure. Sur son chemin, il rencontre la peur (Francis Décamps), la sagesse (Mathieu Desbarat), l’agressivité (Cédric Mells) et l’amour (Damien Chopard). Ces quatre personnages si différents veulent tous décrocher la lune. Ainsi naît le Pentacle de Lune, une force pour chaque personne qui viendra s’y associer.

## Concerts
Depuis 2008, le groupe a donné près de soixante concerts, essentiellement en France, mais aussi en Belgique, en Suisse (Montreux), ainsi que, en 2016, au renommé festival international de rock progressif Night of the Prog à Saint-Goarshausen en Allemagne.

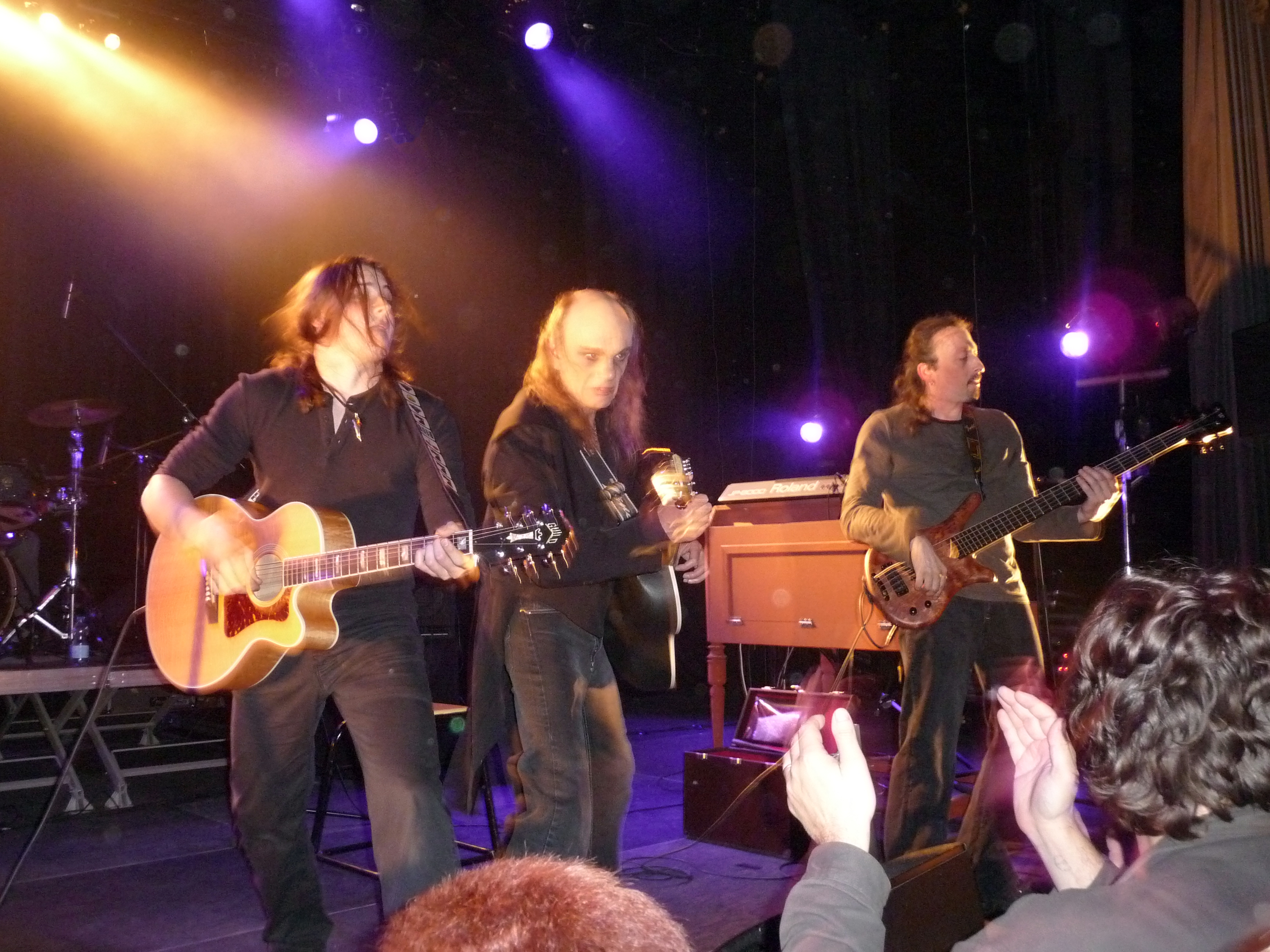
Gens de la Lune le 16 mai 2009 à Éloyes : Damien Chopard, Francis Décamps et James Kaas

En 2009, lors des rappels à Éloyes, le groupe est rejoint par Daniel Haas et Claude Demet (qui mourra en 2013), tous deux anciens membres d'Ange : Francis Décamps et ces derniers reprennent à la guitare Jour après jour de leur ancien groupe, avant de se lancer dans une improvisation blues avec Daniel cette fois à la basse. Lors de ce même concert, le groupe interprète en ouverture Alors joue !, chanson et titre de leur prochain album qui ne paraîtra que deux ans plus tard.
En 2010, Gens de la Lune participe à Werentzhouse au « Steve Hackett Event » en compagnie de Steve Hackett, ancien guitariste de Genesis et le groupe italien de rock progressif The Watch. En rappel de leur concert, le groupe français joue un pot-pourri dans lequel apparaît un extrait d’Ace of Wands tiré du premier album solo de Steve.
Le 4 décembre 2011, Gens de la Lune est invité à jouer par le groupe Ange (dans lequel Francis Décamps a été remplacé par son neveu Tristan) pendant presque une heure sur la scène du Bataclan. Durant le spectacle, Francis Décamps interprète à nouveau la chanson Jour après jour à la guitare avec son frère Christian, ce qui ne s'était pas produit depuis le dernier concert de la tournée d'adieux en 1995.
En 2017, le groupe de Francis Décamps se produit au festival rock au château à Villersexel, en compagnie, entre autres, de Magma, Lazuli, Caravan et Tristan Décamps,.
Du fait de la crise sanitaire due à la Covid-19, la tournée de concerts de l'automne 2020 est reportée au printemps 2021, puis finalement annulée. À la suite du départ d'un des membres du groupe et du fait de difficultés à répéter à cause des distances sanitaires difficiles à respecter dans le petit studio de Francis, le groupe décide d'un commun accord d'arrêter. Il donne deux concerts d'adieu le 4 mars 2022 à Épinal et le 6 mars à Giromany.

## Membres
- Francis Décamps : claviers, guitares acoustique et électro-acoustique, chant secondaire, narration (2005-2022)
- Jean-Philippe Suzan : chant principal, narration, percussions (2005-2022)
- Olivier Filsjean : guitare (2005)
- Patrick Grosjean (†) : guitare (2005-2006), mort le 16 octobre 2006 à 44 ans[28]
- Éric Murat : basse (2005-2006)
- Gérard Jelsch : batterie (2005-2007)
- Damien Chopard : guitare électrique, guitare acoustique, guitare double manche 6 et 12 cordes, percussions, chant secondaire, chœurs, narration (2006-2022)
- James Kaas : basse, chœurs (2007-2009)
- Bernard Reichstadt : batterie, percussions, chœurs (2008-2009)
- Farid Boubrit : basse, percussions, didgeridoo (2010-2013)
- Cédric Kick Mells : batterie, percussions, claviers additionnels, chœurs, narration (2010-2022)
- Mathieu Desbarats : basse, narration (2013-2022)

## Vidéographie
2014 : Épitaphe (hommage à Léon Deubel) - DVD enregistré en concert